# Sawney Bean
Alexander "Sawney" Bean được cho là nhân vật đứng đầu một gia tộc gồm có 45 thành viên ở Scotland vào thế kỷ 16, đã sát hại và ăn thịt hơn 1000 người trong vòng 25 năm. Theo truyền thuyết, Bean và các thành viên trong gia tộc của mình cuối cùng đã bị một nhóm lính tìm kiếm do Vua James VI gửi đến bắt giữ và xử tử vì tội ác ghê tởm của họ.
Câu chuyện xuất hiện trong The Newgate Calendar, một danh mục tội phạm của Nhà tù Newgate ở London. Truyền thuyết này thiếu bằng chứng để được các nhà sử học coi là một câu chuyện có thật và đã từng có tranh luận về lý do tại sao truyền thuyết lại là sản phẩm hư cấu. Tuy nhiên, truyền thuyết về tên sát nhân "Sawney" Bean đã ăn sâu vào văn hóa dân gian địa phương và đã trở thành một phần của ngành du lịch ở Edinburgh.

## Truyền thuyết
The Newgate Calendar, một ấn phẩm lá cải từ thế kỷ 18 và 19, Alexander Bean được sinh ra ở Đông Lothian vào thế kỷ 16. Cha ông ta là một người đào mương và thợ tỉa hàng rào. Bean sau khi lớn lên đã cố gắng đảm nhận công việc buôn bán của gia đình, nhưng nhanh chóng nhận ra rằng mình không phù hợp với công việc này.
Alexander Bean đã bỏ nhà ra đi cùng với "Black" Agnes Douglas, một người dường như đã chia sẻ nhiều khuynh hướng lệch lạc của Alexander và đã từng bị buộc tội là phù thủy. Sau khi thực hiện một số vụ cướp và ăn thịt một trong những nạn nhân của họ, cặp đôi đã tìm đến một hang động ven biển ở Bennane Head giữa Girvan và Ballantrae. Hang động sâu 200 mét, và lối vào bị chặn bởi nước khi thủy triều lên cao, vì vậy cặp vợ chồng có thể sống ở đó mà không bị ai phát hiện trong suốt 25 năm.
Sawney và Agnes đã sinh ra tám người con trai, sáu cô con gái, 18 cháu trai và 14 cháu gái. Nhiều đứa cháu là sản phẩm loạn luân giữa con cái họ.
Không có thiên hướng lao động thường xuyên, tộc Bean phát triển mạnh bằng cách bố trí phục kích để cướp và giết các cá nhân hoặc nhóm nhỏ vô tình đi ngang qua phạm vi hoạt động của mình. Các thành viên của gia tộc này sau đó đem các thi thể trở lại hang động, tại đây họ sẽ phanh thây nạn nhân và ăn thịt họ. Họ còn đem đồ ăn thừa ngâm vào trong thùng, để dự trữ. Gia tộc này vứt bỏ các bộ phận cơ thể, những bộ phận này đôi khi sẽ dạt vào những bãi biển gần đó. Chiến lược này được sử dụng nhằm che giấu tội ác và khiến dân chúng xung quanh tin rằng những du khách xấu số kia thực chất bị thú dữ tấn công và ăn thịt.
Khi người dân địa phương bắt đầu chú ý đến các vụ mất tích hơn, họ đã tổ chức một số nhóm tìm kiếm nhằm truy tìm thủ phạm. Trong một cuộc tìm kiếm, một số ngưởi đã để ý tới hang động kia nhưng họ lại không tin rằng có người có thể sống trong đó. Thất vọng và trong một cuộc tìm kiếm công lý điên cuồng, dân chúng trong thị trấn đã giết hại một số người vô tội mà họ cho là thủ phạm. Tuy nhiên mọi chuyện vẫn không dừng lại, và các vụ mất tích vẫn tiếp tục tiếp diễn. Sự nghi ngờ thường chuyển sang các chủ nhà trọ địa phương vì họ được biết là những người cuối cùng nhìn thấy nhiều người mất tích còn sống.
Trong một đêm định mệnh Bean, tổ chức phục kích một cặp vợ chồng đang trên đường tới Bennane. Tuy nhiên, người chồng lại là một người có kinh nghiệm chiến đấu. Chỉ bằng một thanh gươm và khẩu súng lục anh ta đẩy lùi cuộc tấn công của gia đình Bean và hạ gục được một số thành viên của gia tộc. Thế nhưng, Bean cũng kịp bắn cung tên và giết chết người vợ. Trước khi người chồng kiên cường bị bọn họ bắt được, một nhóm người đi chợ phiên đã xuất hiện, khiến gia tộc Bean phải rút lui. Nhóm người này đã đưa người chồng đến quan địa phương trình báo về sự việc.
Với sự tồn tại của gia Bean cuối cùng đã được tiết lộ, không lâu sau đó, tin đồn về sự tàn bạo đã lan truyền tới nhà vua (có lẽ là James VI của Scotland trong những câu chuyện liên quan đến thế kỷ 16, mặc dù không rõ ai là người trong các câu chuyện khác từ thế kỷ 15). Ông quyết định phái một đội quân gồm 400 binh sĩ và một vài con chó săn đi truy lùng thủ phạm. Họ sớm tìm thấy hang động tại Bennane Head của gia tộc Bean (vốn đã bị bỏ qua trước đây) nhờ vào những con chó săn. Khi vào hang bằng đèn đuốc, những người tìm kiếm đã nhìn thấy gia tộc Bean, xung quanh vây đầy hài cốt người với một số bộ phận cơ thể treo lủng lẳng trên tường, thùng muối chứa đầy tay chân và đống đồ gia truyền và đồ trang sức mà bọn họ cướp được.
Có hai phiên bản về những gì đã xảy ra tiếp theo:
- Phiên bản phổ biến nhất là gia tộc Bean bị bắt sống toàn bộ mà không kháng cự. Họ đã bị trói vào dây xích và áp giải đến nhà tù Tolbooth ở Edinburgh, sau đó được chuyển đến Leith hoặc Glasgow, nơi họ bị xử tử ngay lập tức mà không thông qua xét xử vì mọi người coi họ là người hạ đẳng và không cần dùng tới luật pháp. Sawney và những thành viên nam giới bị cắt bỏ bộ phận sinh dục và ném vào lửa, tay và chân bị cắt đứt khiến họ chảy máu đến chết. Trước khi chết, Sawney đã hét lên những lời hấp hối của mình: "Nó chưa kết thúc và sẽ chẳng bao giờ kết thúc." Sau khi chứng kiến những thành viên nam giới chết, Agnes cùng các con gái và cháu gái của mình đã bị trói vào cọc và thiêu sống. Những thủ tục hành hình này gợi nhớ đến quy tắc rằng nam giới bị buộc tội mưu phản sẽ phải nhận các hình phạt như treo cổ, kéo lê lết hay phanh thây. Ngược lại, phụ nữ bị kết tội tương tự sẽ bị đưa lên giàn thiêu.
- Phiên bản thứ hai của câu chuyện là nhóm tìm kiếm đã sử dụng thuốc nổ làm sập cửa hang khiến toàn bộ thành viên trong gia tộc Sawney Bean chết ngạt trong đó.

Thành phố Girvan nằm gần nơi được cho là địa điểm diễn ra những vụ giết người rụng, có một truyền thuyết khác về tộc Bean. Có tin đồn rằng một trong số những người con gái của gia tộc Beans đã bỏ hang động mà đến sinh sống tại Girvan. Tại đây cô đã trồng một cây có tên là "The Hairy Tree". Về sau, khi Sau khi gia đình cô bị bắt và phơi bày, danh tính của cô con gái cũng bị tiết lộ và cô đã bị những người dân địa phương bắt và treo cổ tại cây "The Hairy Tree".